# A. Brazier Howell
Alfred Brazier Howell (* 28. Juli 1886 in Catonsville, Maryland; † 23. Dezember 1961 in Bangor, Maine), meist als A. Brazier Howell zitiert, war ein US-amerikanischer Mammaloge.

## Leben
Howell war der Sohn von Darius Carpenter und Katherine Hyatt Howell. Sein Vater starb, als er noch ein Kind war. Bereits als Jugendlicher interessierte er sich für Vögel und das Sammeln von Eiern. Weihnachten 1900 schenkte ihm seine Mutter das Buch Bird Studies des Ornithologen William Earle Dodge Scott (1852–1910) mit der Aufschrift „A. Brazier Howell from Mother“, was der Grund dafür gewesen sein könnte, dass er später seinen Vornamen aus den meisten seiner Veröffentlichungen strich. 1914 heiratete er Margaret Gray Sherk, mit der er drei Töchter und einen Sohn hatte.
Howell verbrachte vier Jahre auf der Hill Preparatory Boys School in Pottstown, Pennsylvania und schrieb sich 1905 an der Yale University in New Haven, Connecticut, ein, die er nach einem Jahr ohne Abschluss verließ. 1908 wurde sein Antrag auf Mitgliedschaft im Cooper Ornithological Club (später Society) angenommen, und 1910 zog er mit seiner Mutter nach Pasadena, Kalifornien. Braziers erster Versuch als Autor war eine kurze Notiz, die in Oologist erschien, einer kleinen Zeitschrift mit Anzeigen von Sammlern von Eiern und Vogelbälgen, die Exemplare zum Verkauf oder Tausch anboten. Kurz nach seiner Ankunft in Kalifornien begann Howell mit der Zusammenstellung aller verfügbaren Informationen über die Avifauna der Kanalinseln vor der Küste Südkaliforniens, einschließlich der Islas Coronado nahe der Küste von Baja California und San Diego. Diese Studie führte er ausschließlich aus eigenem Interesse durch, der Zoologe Joseph Grinnell bat ihn jedoch, sie zur Veröffentlichung vorzubereiten. Verschiedene aktive Mitglieder der Cooper Ornithological Society überließen ihm ihre Notizen und leihweise Vögelbälge. William Lee Chambers stellte ihm seine gute ornithologische Bibliothek zur Verfügung. Mit dieser Unterstützung konnte Howell die Studie 1915 fertigstellen. Da der Cooper Ornithological Society die finanziellen Mittel fehlten, erschien der Aufsatz erst 1917 unter dem Titel Birds of the islands off the coast of southern California in der Publikation Pacific Coast Avifauna no. 12.
1911 erwarb er ein Haus und einen kleinen Orangenhain in Covina, Kalifornien, wo er seine umfangreichen Sammlungen und seine Bibliothek unterbrachte. Er verbrachte viel Zeit vor Ort und arbeitete mit anderen Wissenschaftlern, darunter Adriaan Joseph van Rossem, Chester Converse Lamb (1882–1965) und Laurence M. Huey (1892–1963), zusammen. Im Jahr 1918 unternahmen er und Luther Little unter der Leitung von Edward William Nelson eine Sammelexpedition im südlichen Arizona, wo sie durch einen Aufstand der Yaqui-Indianer aufgehalten wurden.
Von 1922 bis 1928 lebten die Howells in Washington, D.C., wo A. Brazier Howell als wissenschaftlicher Assistent in der Division of Biological Survey (dem Vorläufer des United States Fish and Wildlife Service) tätig war. Im Jahr 1928 nahm er eine Stelle in der Abteilung für Anatomie der Johns Hopkins School of Medicine an. Dort unterrichtete er bis zu seiner Pensionierung im Jahr 1943 menschliche Anatomie. 
Obwohl Howell vor allem für seine Arbeiten über die Anatomie von Säugetieren bekannt ist, beschäftigte er sich in seinen frühen Arbeiten vor allem mit der Verbreitung, Taxonomie und dem Lebenszyklus von Vögeln und Säugetieren. Seine erste anatomische Arbeit mit dem Titel On the alimentary tracts of squirrels with diverse food habits erschien 1925. Sein bekanntester Beitrag zur Säugetieranatomie war die Schrift Anatomy of the Woodrat, der 1926 als erster Band der Monografienreihe der American Society of Mammalogists (ASM) veröffentlicht wurde. Zu seinen weiteren bedeutenden Beiträgen zur Säugetierkunde gehören eine Revision der Gattung Phenacomys, eine Studie zum Lebenszyklus der Roten Baumwühlmaus (Arborimus longicaudus) sowie eine Revision der Gattung Synaptomys, die in der Reihe North American Fauna erschien. 1928 war er Erstbeschreiber des Silber-Pfeifhasen (Ochotona argentata). 
Howell war 1919 Gründungsmitglied der ASM und hatte neben der Präsidentschaft (von 1942 bis 1944), der Vizepräsidentschaft (von 1938 bis 1942) auch die Posten des Direktors und des Korrespondenzsekretärs inne. Zudem war er Mitglied verschiedener ASM-Ausschüsse sowie des Council for the Conservation of Whales and other Marine Mammals, den er 1929 gemeinsam mit Remington Kellogg gegründet hatte. 
Einige Jahre vor seinem Tod stiftete er der ASM einen Preis für Studierende, der heute als A. Brazier Howell Award bezeichnet wird. Er war auch in der Cooper Ornithological Society aktiv und diente eine Zeit lang als Assistent des Geschäftsführers und bei der Verwaltung des Stiftungsfonds. Howell war zudem ein begabter Künstler, was sich in seinen anatomischen Illustrationen widerspiegelt, ein talentierter Musiker und ein geschickter Holzarbeiter. Zu seinen weiteren Interessen gehörten die Restaurierung alter Autos, das Sammeln von Briefmarken, die Aufzucht tropischer Fische und das Sammeln von Antiquitäten.

## Dedikationsnamen
Laurence Markham Huey benannte 1927 die Unterart Sylvilagus bachmani howelli des Strauchkaninchens und William Henry Burt benannte 1936 die Unterart Thomomys bottae howelli der Gebirgs-Taschenratte nach Howell.